# 吸血莱恩
《吸血莱恩》（中国大陆官方译为）是一款由Terminal Reality开发的砍杀类型的动作游戏，亦是吸血莱恩系列的首作。有改编的同名电影和独立漫画。
本作的PC版在大陆由阳光娱动代理发行。